# Ridgeway (Missouri)
Ridgeway és una població dels Estats Units a l'estat de Missouri. Segons el cens del 2000 tenia 530 habitants.

## Demografia
Segons el cens del 2000, Ridgeway tenia 530 habitants, 221 habitatges, i 146 famílies. La densitat de població era de 179,5 habitants per km².
Dels 221 habitatges en un 26,7% hi vivien nens de menys de 18 anys, en un 52% hi vivien parelles casades, en un 8,1% dones solteres, i en un 33,5% no eren unitats familiars. En el 29,4% dels habitatges hi vivien persones soles el 16,7% de les quals corresponia a persones de 65 anys o més que vivien soles. El nombre mitjà de persones vivint en cada habitatge era de 2,4 i el nombre mitjà de persones que vivien en cada família era de 2,92.
Per edats la població es repartia de la següent manera: un 24% tenia menys de 18 anys, un 10,6% entre 18 i 24, un 20,6% entre 25 i 44, un 24,3% de 45 a 60 i un 20,6% 65 anys o més.
L'edat mediana era de 42 anys. Per cada 100 dones de 18 o més anys hi havia 95,6 homes.
La renda mediana per habitatge era de 19.844 $ i la renda mediana per família de 26.250 $. Els homes tenien una renda mediana de 27.500 $ mentre que les dones 16.094 $. La renda per capita de la població era de 12.551 $. Entorn del 17,1% de les famílies i el 22,7% de la població estaven per davall del llindar de pobresa.

## Poblacions més properes
El següent diagrama mostra les poblacions més properes.